# 879 Ricarda
879 Ricarda
879 Ricarda là một tiểu hành tinh ở vành đai chính, thuộc nhóm tiểu hành tinh Maria. Nó được Max Wolf phát hiện ngày 22.7.1917 ở Heidelberg, và được đặt theo tên Ricarda Huch, thi sĩ người Đức.